# Jürgen Berndt
Jürgen Berndt (* 31. Mai 1933 in Lauterbach (Rügen); † 16. August 1993 in Perugia, Italien) war ein deutscher Japanologe, Übersetzer und Herausgeber japanischer Literatur.

## Leben und Werk
Jürgen Berndt begann 1952 ein Studium der Sinologie und Japanologie bei den Professoren Eckardt (1905–1969), Ramming und Zachert an der Humboldt-Universität in Berlin. 1957 schloss er sein Studium der Japanologie ab und übernahm eine wissenschaftliche Anwärterstellte. 1959 begann er mit der Lehrtätigkeit zur modernen japanischen Literatur und Sprache, ab 1961 arbeitete er als Wissenschaftlicher Assistent am Ostasiatischen Institut der Humboldt-Universität. 1963 erfolgte die Promotion zum Dr. phil., 1964 Ernennung zum kommissarischen Leiter der Abteilung Japanologie am Ostasiatischen Institut. Von 1968 bis 1970 war er Stellvertretender Direktor für Forschung der 1968 gegründeten Sektion Asienwissenschaften. 1973 folgte die Berufung zum Hochschuldozenten für Japanische Literatur und 1979 die Berufung zum ordentl. Professor für Japanologie.
1984 sorgte Berndt für die Gründung der Mori-Ōgai-Gedenkstätte und war bis 1993 deren Leiter. In Zusammenarbeit mit der Tōkai-Universität veranstaltete er das internationale Symposium „Japan Today“ in Berlin. 1989 erfolgte die Verleihung der Ehrenmitgliedschaft in der Mori-Ōgai-Gesellschaft Tōkyō. 1990 wurde Berndt zum amtierenden Direktor des Instituts für Japanologie gewählt. Von 1990 bis 1991 war er Gastprofessor International Research Center for Japanese Studies in Kyōto. 1993 erfolgte die Wahl zum Geschäftsführer der Stiftung „Mori-Ōgai-Gedenkfonds“. Zusammen mit Siegfried Schaarschmidt wurde er 1993 mit dem Noma-Übersetzerpreis (野間文芸翻訳賞, Noma bungei hon‘yaku-shō) des Kōdansha-Verlages posthum für sein Gesamtwerk ausgezeichnet. (Berndt war im August 1993 in Perugia (Italien) verstorben.)
Die Japanologin Jaqueline Berndt ist mit Berndts Sohn Enno verheiratet.
Sein älterer Bruder war der Anglist und Hochschullehrer Rolf Berndt.

## Publikationen
- Die Banshū Ebene. 3 Erzählungen von Miyamoto Yuriko, Aufbau-Verlag, Berlin 1960 (Übersetzung und Nachwort.) 334 S.
- Japanische Novellen. 16 Novellen von Akutagawa Ryūnosuke, darunter Im Dickicht. Verlag Volk und Welt, Berlin 1964 (Herausgabe, Übersetzung und Kommentierung), Nachwort. 369 S. Eine Auswahl davon erschien im Diogenes Verlag Zürich 1966, eine Teilübersetzung ins Hollandische bei Meulenhoff 1969.
- Der Tor aus Tokio. Roman von Natsume Sōseki (Originaltitel: Botchan), Aufbau-Verlag, Berlin 1965 (Übersetzung in Zusammenarbeit mit Seiei Shinohara), Nachwort. 179 S. Neuausgabe: Theseus Verlag, Zürich 1990
- Japanische Dreigroschenoper. Roman von Kaikō Takeshi (Originaltitel: Nihon sanmon opera), Verlag Volk und Welt, Berlin 1967 (Übersetzung). 360 S.
- Japanische Dramen. Verlag Volk und Welt, Berlin 1968 (Herausgabe und Teilübersetzung und Nachwort.) 397 S.
- Rotes Laub – Altjapanische Lyrik. Insel-Verlag, Leipzig 1972 (Herausgabe, Übertragung und Nachwort.) 130 S.
- Die Geschichte einer Rache. 20 Kurzgeschichten und Erzählungen von Akutagawa Ryūnosuke, Verlag Volk und Welt, Berlin 1973 (Herausgabe, Übersetzung und Kommentierung), 387 S.
- Rashōmon. Ausgewählte Kurzprosa von Akutagawa Ryūnosuke. Bibliothek der Weltliteratur, Verlag Volk und Welt, Berlin 1975 (Herausgabe, Kommentierung, Übersetzung und Nachwort). 626 S., 2. Auflage 1982 (1. Aufl. ex libris Volk und Welt) Durchsicht, Neukommentierung für die Reihe Orientalische Bibliothek, Verlag Volk und Welt, Berlin 1985, 4. Auflage 1991. Dass.: Lizenzausgabe Beck-Verlag, München 1985.
- Träume aus zehn Nächten – Moderne japanische Erzählungen. Aufbau-Verlag, Berlin 1975 (Herausgabe, Teilübersetzung und Nachwort.) 681 S., 2. Auflage 1980. Veränderte Neuauflage: Theseus Verlag, Zürich 1992.
- Meer und Gift. Roman von Endō Shūsaku (Originaltitel: Umi to Dokuyaku), Verlag Volk und Welt, Berlin 1976 (Übersetzung). 198 S., 2. Auflage 1982. Lizenzausgaben: F. H. Kerle-Verlag, Freiburg – Heidelberg 1982, 214 S., Fischer Taschenbuch-Ausgabe 1984, 152 S.
- Pflaumenblüten in der Nacht. Zwölf Erzählungen von Ibuse Masuji, Reclam-Verlag, Leipzig 1981 (Herausgabe, Kommentierung und Übersetzung) 205 S., 2. durchgesehene Auflage 1985. Lizenzausgaben: Ostasien-Verlag, Berlin (West) 1986, 205 S., Insel-Verlag, Frankfurt/M. 1990
- Sprichwörter aus Japan. Verlag Volk und Welt, Berlin 1984, 2. durchgesehene Auflage 1986
- Als wär's des Mondes letztes Licht – Hundert Gedichte von hundert Dichtern. Japanische Lyrikanthologie aus dem 13. Jh. (Originaltitel: Hyakunin isshu), Verlag Rütten & Loening, Berlin 1986 (Herausgabe, Übersetzung und Kommentierung). Dass.: Lizenzausgabe Insel Verlag, Frankfurt/M. 1987. Revidierte Neuauflage: edition q, berlin 1992
- An jenem Tag – Literarische Zeugnisse über Hiroshima und Nagasaki. Verlag Volk und Welt, Berlin 1985 (Herausgabe, Teilübersetzung, Gesamtredaktion).
- Der Samurai. Roman von Endō Shūsaku (Originaltitel: Samurai), Verlag Volk und Welt, Berlin 1988, 380 S. (Übersetzung, Kommentierung). Dass.: Lizenzausgabe Schneekluth Verlag, München 1987, 408 S.
- Requiem. Erzählung von Gō Shizuko (Originaltitel: Rekuiemu), Orlanda Frauenverlag, Berlin (West) 1987, 157 S. (Übersetzung). Dass.: Die verdunkelte Sonne – Ein Requiem, Aufbau-Verlag, Berlin 1988, 182 S. (Übersetzung und Kommentierung).
- Ausgestoßen. Roman von Shimazaki Tōson (Originaltitel: Hakai), Insel-Verlag, Frankfurt/Main 1989, 307 S. (Übersetzung und Nachwort). Dass.: Aufbau-Verlag, Berlin 1989, 307 S.
- Sünde. Roman von Endō Shūsaku (Originaltitel: Sukyandaru), Schneekluth Verlag, München 1990, 274 S.
- Gedichte von Ishikawa Takuboku, Nakano Shigeharu, Takenaka Iku und Tanikawa Shuntarō (Nachdichtung). In: ad libitum Sammlung Zerstreuung. Nr. 15; Verlag Volk und Welt, Berlin 1990, S. 192–200.
- Akutagawa Ryūnosuke – Gedankensplitter. (Übers.). In: ad libitum Sammlung Zerstreuung. Nr. 16; Verlag Volk und Welt, Berlin 1990.
- Gutes ist am besten gleich getan. 100 Sprichwörter aus Japan. (Herausgabe und Übersetzung), edition q, Berlin 1992.
- Der Vulkan. Roman von Endō Shūsaku (Originaltitel: Kazan), Herder Verlag, Freiburg 1992, 180 S.
- Finsternis eines Sommers. Roman von Kaikō Takeshi (Originaltitel: Natsu no Yami), edition q, Berlin 1993, 235 S.
- Draußen in der Stille. (Originaltitel: Tsurezuregusa). Essaysammlung aus dem 14. Jahrhundert. (Übersetzung und Kommentierung) edition q, Berlin 1993, 280 S.
- Das Ballettmädchen. Erzählung von Mori Ōgai (Originaltitel: Maihime), edition q, Berlin 1994, 106 S. Übersetzung, mit einem Nachwort von Ursula Berndt und Auszügen aus dem "Deutschlandtagebuch 1884–1888" von Mori Ōgai (herausgegeben und aus dem Japanischen übersetzt von Heike Schöche, Tübingen 1992, Konkursbuchverlag Claudia Gehrke).